# Тепин, Дмитрий Валентинович
Дмитрий Валентинович Тепин (род. 22 июня 1981 года) — российский политический деятель, глава Энгельсского муниципального района Саратовской области с 4 июня 2019 по 7 мая 2020.

## Биография
Дмитрий Тепин родился 22 июня 1981 года в Саратове Саратовской области. Получил аттестат окончив школу №37 города Саратова.
После окончания школы, поступил в Поволжскую академию государственной службы имени П.А. Столыпина. Диплом о высшем образовании по специальности "Государственное и муниципальное управление" получил в 2003 году.
В 2002 году стал работать помощником депутата Саратовской областной Думы Ирфана Аблязова.
В 2006 году назначен на должность заместителя главы администрации Приволжского муниципального образования Энгельсского муниципального района.
С 2010 по 2012 годы работал в должности главы администрации Приволжского муниципального образования Энгельсского муниципального района.
С 2012 года работал в Правительстве Саратовской области: заместитель министра строительства и жилищно-коммунального хозяйства Саратовской области, с февраля 2013 года по май 2019 года — министр строительства и жилищно-коммунального хозяйства Саратовской области.
С 4 июня 2019 года трудился в должности главы Энгельсского муниципального района Саратовской области. 6 мая 2020 года написал заявление по собственному желанию, а на следующий день решением Собрания депутатов освобождён с поста главы Энгельсского муниципального района.
После отставки с поста главы Энгельсского района работал в коммерческих структурах в Москве.

## Семья
Женат. Воспитывает трёх сыновей.

## Уголовное дело
В 2023 году было предъявлено обвинение по уголовному делу в отношении Дмитрия Тепина. Чиновнику инкриминируют злоупотребление должностными полномочиями. По версии следствия, с 2014 по 2019 годы будучи министром Тепин не организовал внесение коррективов в формирование закупочной цены жилья для детей-сирот за счет Саратовского областного бюджета, чем нарушил права и причинил вред 468 сиротам. Тепин вину не признаёт. Дело рассматривается в Кировском районном суде города Саратова. В январе 2024 года, уже в ходе рассмотрения дела в суде, Дмитрий Тепин был заключён под стражу, по причине нарушения меры пресечения — выезжал за пределы Саратовской области. Помещён в СИЗО города Саратова.
В мае 2024 года Кировский районный суд города Саратова вынес обвинительный приговор бывшему министру строительства Саратовской области. Судья Павел Пименов приговорил Тепина к пяти годам лишения свободы в колонии общего режима, а также на два года лишен права занимать ряд должностей в госструктурах.